# Pierre Gachon
Pierre Gachon (París, 9 de març de 1909 - Joliette, 19 de maig de 2004) va ser un ciclista quebequès, professional des del 1929 al 1938. S'especialitzà en les curses de sis dies malgrat el seu millor resultat fou un tercer lloc.
És conegut per ser el primer canadenc a participar en el Tour de França, concretament a l'edició de 1937.

## Palmarès
- 1931
  - 3r als Sis dies de Minneapolis (amb Brask Anderson)

### Resultats al Tour de França
- 1937. Abandona (1a etapa)